# 约翰·鲍德温 (教育家)
约翰·鲍德温（英語：John Baldwin，1799年10月13日—1884年12月28日）是美国教育家，也是俄亥俄州伯里亚的鲍德温学院的创始人，该学院后来合并为鲍德温-华莱士学院，即现在的鲍德温-华莱士大学。他还创办了贝克大学和堪萨斯州鲍德温城，并在印度班加罗尔捐资开办了今天被称为鲍德温男高中、鲍德温女高中和鲍德温男女合校扩展高中的学校。
鲍德温出生在康涅狄格州，在19世纪20年代后期搬到俄亥俄州之前，他最初是马里兰州和康涅狄格州的一名教师。之後，他加入了学园运动，并在俄亥俄州的伯里亚定居。1846年，在诺沃克神学院解散后，他创办了鲍德温学院。9年后，该研究所成为鲍德温大学。他在1857年左右搬到堪萨斯州，为堪萨斯州的鲍德温市和贝克大学奠定了基础。他在晚年购买了路易斯安那州的一个种植园，并为印度的教育做出了贡献。

## 生平

### 早期的生活
约翰·鲍德温于1799年10月13日出生在康涅狄格州的布兰福德，他的父亲是约瑟夫·鲍德温，母亲是罗莎娜·马利。他的母亲受过良好教育，而且虔诚地信仰宗教。她申请就读耶鲁大学，但因性别被拒。因此，约翰决定建立学校时，不歧视学生的种族和性别。他的父亲在美国独立战争期间作为列兵应征加入大陆军，后来以上尉的身份退伍。约翰十八岁时加入了循道宗。作为私立学校的学生，他靠砍柴、敲钟、生火以赚取学费。后来，他在纽约州的菲什基尔、马里兰州、康涅狄格州的利奇菲尔德当老师。作为马里兰州的一名教师，他对奴隶制以及整个黑人的立场被揭示出来。一个黑白混血男孩每天被送到学校给他主人的儿子当仆人。鲍德温开始教他们有共同之处。当这名学生的父亲得知此事后，他要求鲍德温不要再教他了，鲍德温回答说：“我教育他不会收取任何费用”，并继续教他。

### 创立伯里亚

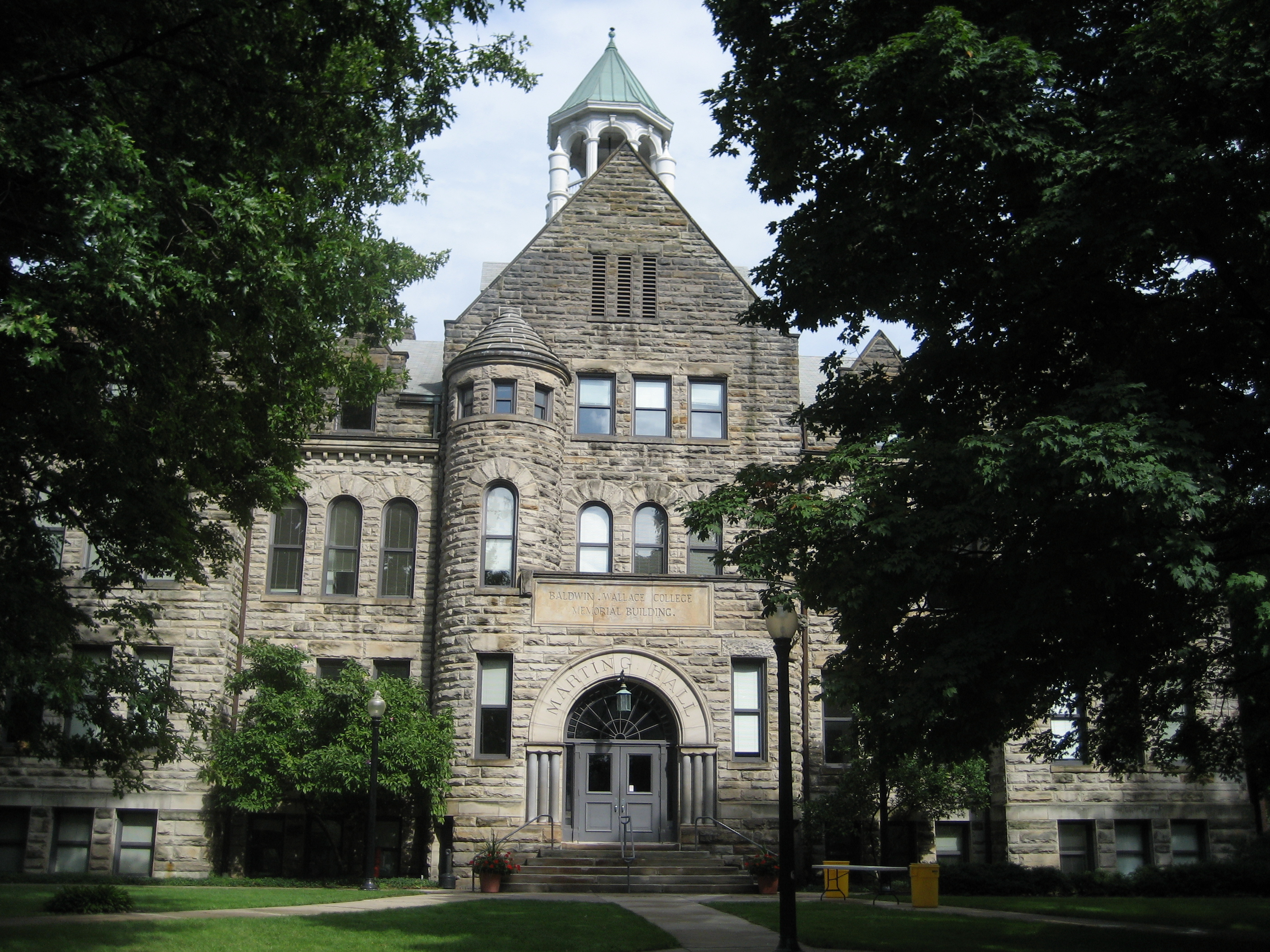
鲍德温-华莱士学院的马丁馆，位于学苑广场

1828年1月31日，他与玛丽·查普尔结婚；同年4月举家搬迁至俄亥俄州凯霍加县的米德尔堡镇。随后，鲍德温遇到了乔赛亚·霍尔布鲁克的信徒詹姆斯·吉尔布里斯，他想建立一个学院村，于是两人于1837年成立了该村庄，位于鲍德温的农场以北。鲍德温经营了5年的学院村学校，直到1842年6月学校破产。一天，他注意到一堆暴露在外的岩石，这些岩石可以成为很好的磨石。这就是伯里亚磨刀石工业的开端。之后，鲍德温用牛车将磨石运到克利夫兰。在克利夫兰、辛辛那提、芝加哥、圣路易斯铁路中的克利夫兰通往辛辛那提的铁路建成后，鲍德温又修建一条铁路与这四条铁路连接。鲍德温和Lyceum镇的居民商讨将镇子改名。循道宗传教士吉尔布雷斯提议改成塔沃尔，鲍德温希望用使徒行传中的伯里亚命名。最后双方以抛硬币方式决定改成伯里亚。

### 鲍德温学院
1843年，鲍德温察觉到位于俄亥俄州诺沃克的诺沃克神学院因资金短缺而关闭，于是他前去和诺沃克、克利夫兰和伯里亚长老托马斯·汤普森交涉，并邀请他来到伯里亚。在鲍德温的老红屋里，两人达成协议。鲍德温可以在农场里建造一所和诺沃克神学院相似的学校。这所学校名为鲍德温学院，原定在1845年开学，但因鲍德温决定先将农场建设完毕，而推迟到1846年4月9日开学。这些建筑是由鲍德温亲手用他农场里的石头和粘土砌成的砖块建造。这所学校按照鲍德温要求不分种族和性别招生。1855年，该校改名为鲍德温大学，并被授予特许状。1913年，该校更名为鲍德温-华莱士大学。

### 堪萨斯生活
58岁的鲍德温为了满足自己的开拓欲而搬到正处内战末期的堪萨斯领地。他来到后，因大力捐款而在1870年获得以他名字命名城市的殊荣，这座城市就是现今的鲍德温城。除此之外，他还在当地建造了首座学校，即贝克大学的前身。鲍德温搬来不久后，他的儿子便在1858年8月30日患病3天后病逝。鲍德温在未来几年内规划了一座城镇，建造了一座磨坊和一所伐木场。在完成后，鲍德温将城镇和学院的管理权移交给循道宗，便返回伯里亚，但他还是继续提供资金。

### 晚年与家族影响

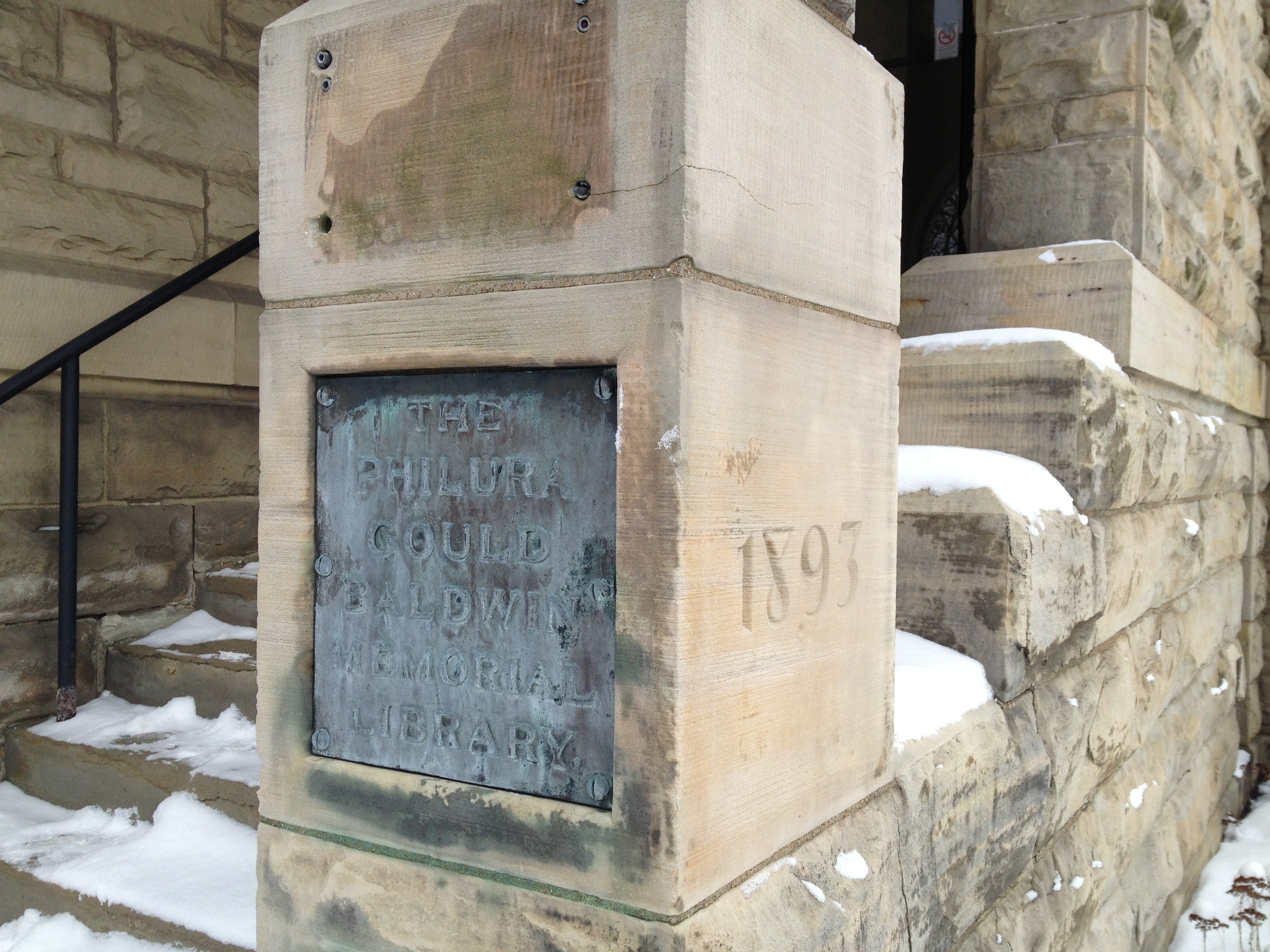
鲍德温图书馆奠基石

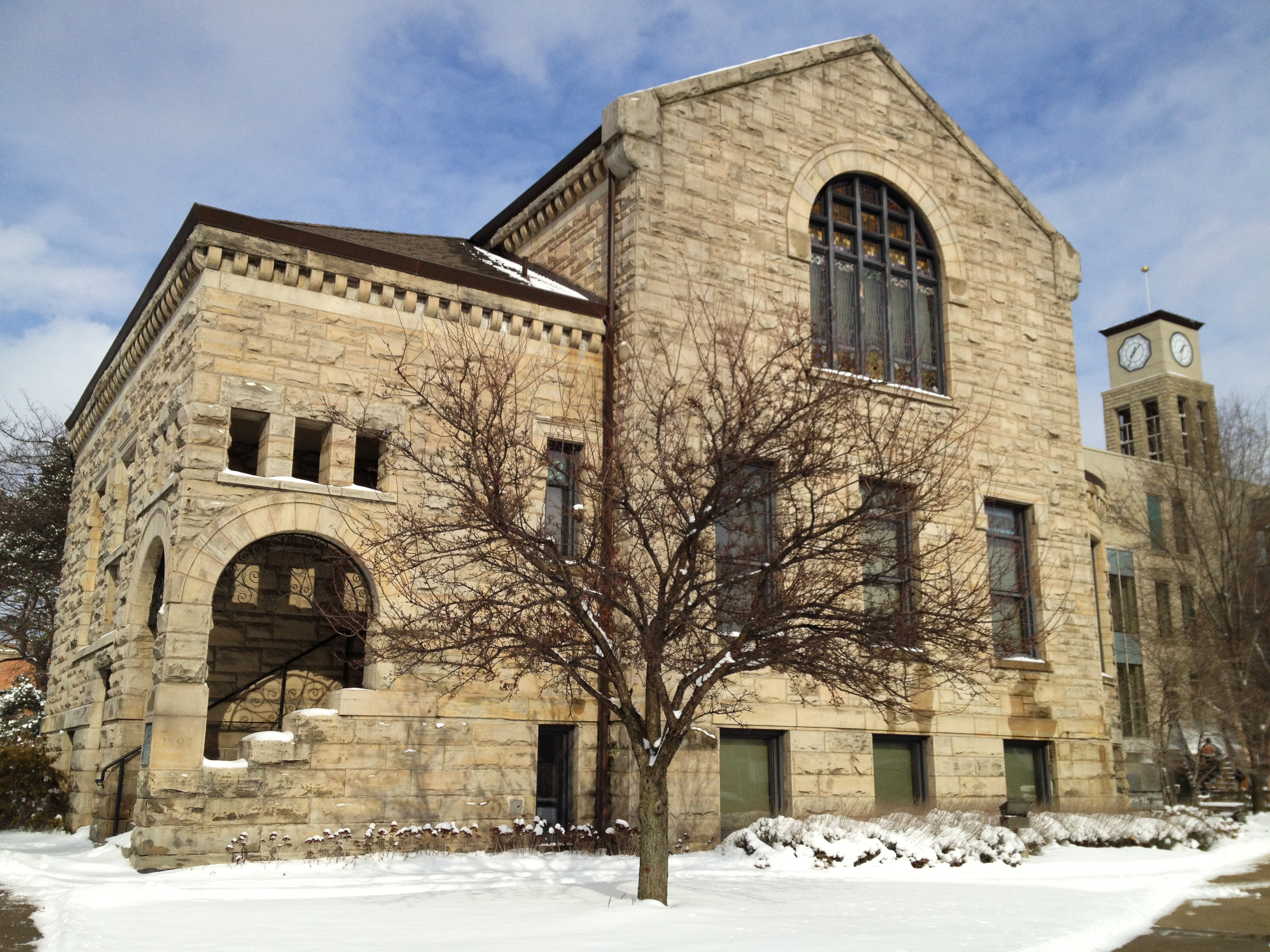
鲍德温图书馆

1867年，鲍德温购买了路易斯安那州的达比种植园，该种植园面积为6.9平方（1,700英畝）。80岁的鲍德温在得知了有大量欧洲人在英属印度无法获得正规教育后，在1880年建造了鲍德温男高中和鲍德温女高中。1884年12月28日上午10点，鲍德温在路易斯安那州的家中逝世。鲍德温死后其家族在鲍德温建立的校园里仍然有影响力。例如鲍德温的孙女菲卢拉·古尔德·鲍德温（Philura Gould Baldwin），她在1886年毕业，并通过收集和分类书籍为鲍德温大学建立图书馆。她还提议将棕色和金色定为鲍德温-华莱士大学的校色，并获得通过沿用至今。不幸的是菲卢拉因肺结核英年早逝（1865年11月28日—1892年3月3日）。1894年6月，鲍德温家族为了纪念她出资修建了一座图书馆。来到20世纪，这座图书馆己经成为了马利茨基中心地带。

## 个人观点
约翰·鲍德温的观点与当时保守氛围截然不同。虽然他成就斐然，但他从未出书、担任公职和记账。严格意义上他并不是废奴主义者，但他并不会区别对待白人和黑人学生，这点可以从鲍德温学院的宗旨看出。家庭方面，鲍德温本人信仰循道宗。他的父母从小教导他需要对神有敬畏之心，使得他为人谦虚和善良以及乐于帮助穷人。

## 注脚
1. ↑  . FamilySearch.   [2025-01-21]. （原始内容存档于2025-01-21）.
2. ↑  Webber 1925，第16頁.
3. 1 2  Webber 1925，第27頁.
4. ↑  Webber 1925，第28頁.
5. ↑  Webber 1925，第43頁.
6. ↑  Webber 1925，第45–46頁.
7. ↑  Webber 1925，第50頁.
8. 1 2  Webber 1925，第64頁.
9. ↑  .   [2007-07-21]. （原始内容存档于2007-10-23）.
10. ↑  Webber 1925，第103頁.
11. ↑  Markham 1982，第88頁.
12. ↑  Webber 1925，第104頁.
13. ↑  Webber 1925，第139頁.
14. ↑  Webber 1925，第167頁.
15. ↑  Webber 1925，第171頁.
16. 1 2 3  Assad 2008，第21頁.
17. ↑  Assad 2008，第102頁.
18. ↑  White Rose Ceremony. . Baldwin Wallace College.   [2012-03-04]. （原始内容存档于2012-02-22）.
19. 1 2  Webber 1925，第11頁.
20. ↑  Webber 1925，第20頁.